# MFKディナモ・モスクワ
MFKディナモ・モスクワ（ロシア語: Мини-футбольный клуб "Динамо"）は、ロシアのモスクワをホームタウンとするフットサルクラブである。

## 歴史
クラブは2002年5月8日に創設された
。1年目の2002-03シーズンにリーグ初優勝を飾り、2007-08シーズンまで6連覇を達成した。
2007年、UEFAフットサルカップで初優勝した。

## 獲得タイトル
出典

### 国内
- ロシア・フットサルスーパーリーグ：10回[4]
  - 2003, 2004, 2005, 2006, 2007, 2008, 2011, 2012, 2013, 2016
- ロシア・フットサルカップ：9回[5]
  - 2003-04, 2004-05, 2007-08, 2008-09, 2009-10, 2010-11, 2012-13, 2013-14, 2014-15
- ロシア・フットサルスーパーカップ：1回[6]
  - 2016

### 国際
- UEFAフットサルカップ：1回
  - 2006-07

- フットサル・インターコンチネンタルカップ：1回
  - 2013

## 歴代監督
- ミゲル・ロドリゴ 2003-2004